# Dumar Aljure
Dumar Aljure Moncaleano (Girardot, Cundinamarca, 18 de septiembre de 1928-Granada, 5 de abril de 1968) fue un político y guerrillero colombiano que ejerció la jefatura civil y militar de las guerrillas liberales en Meta, durante los primeros años del período conocido como La Violencia.

## Biografía
Nació en Girardot, (Cundinamarca), el 18 de septiembre de 1928. Su padre era comerciante de Líbano. No recibió mucha educación y pasó parte de su juventud como trabajador en Bogotá. En 1945 fue condenado por hurto por el juez permanente de Occidente. En 1949 se enlista en el Ejército Nacional y deserta el 12 de febrero de 1950 junto a 4 compañeros más.

### Militancia guerrillera
Aljure abandonó al Ejército Nacional, que estaba afiliado a los conservadores, para unirse a las guerrillas liberales. Primero se unió al grupo de los hermanos Bautista, pero debido a los desacuerdos con el liderazgo del grupo cambió a otro grupo, los hermanos Fonseca, antes de finalmente unirse a un grupo dirigido por Guadalupe Salcedo quien dio a Aljure el mando de las operaciones de su grupo en el territorio San Martín (Meta) cerca del río Ariari, y Aljure asumió operaciones combatiendo a los conservadores y chulavitas. 
Después del golpe de Estado en junio de 1953 del General Gustavo Rojas Pinilla, gran parte de La Violencia en Colombia cesó, y se presentó la desmovilización de las guerrillas liberales del llano. Aljure se desmoviliza el 13 de septiembre de 1953 con sus 130 hombres en la Hacienda Cantaclaro entrega su carabina M-1 al coronel Alfonso Saiz Montoya, en presencia del general Alfredo Duarte Blum y de Guadalupe Salcedo, y luego se abraza con Benito Gutiérrez quien había dirigido a las "guerrillas de paz conservadoras". En 1954 el Tribunal de Neiva lo condenó a 24 años de cárcel por “los delitos de genocidio de 13 personas entre mujeres y niños, robo y asociación para delinquir” ejecutados en el municipio de Colombia (Huila). Aljure había llevado a cabo actividades guerrilleras fuera de la región de Ariari, pero en 1955, perseguido por el Ejército Nacional, regresó a San Martín.

### Actividades políticas
Aljure y algunos otros guerrilleros se establecen en la región del río Ariari. Aljure se convirtió en el jefe político de la región, creando un gobierno independiente del gobierno central, dictador de su propia república, y ganó la lealtad de la población mediante el uso de su guerrilla, para protegerlos de los abusos de la Policía Nacional y el Ejército Nacional. En 1957, continuando su posición como jefe de la región, se trasladó a la población de Rincón de Bolívar y comenzó un negocio ganadero, también participó en el contrabando de bienes industriales y de lujo, obligó a los agricultores de su región a pagarle impuestos. Su poder económico y político le permitió influir sobre la elección de varios funcionarios municipales y policiales con los cuales pudo obtener información sobre las actividades de la Policía Nacional y el Ejército Nacional, para evitar ser detenido. Además, Aljure fue capaz de influir en la disposición de los votos en el Meta, gran parte de los cuales ahora controlaba, y usó este poder para obtener el favor de la élite política nacional del Partido Liberal.
Después de las elecciones legislativas de 1968, la situación de Aljure comenzó a cambiar, una selección de candidatos apoyados por el senador liberal Hernando Durán Dussán fue derrotado, y Dussán, en respuesta, indicó públicamente que podría hacer que un gobernador conservador fuera nombrado gobernador del Meta, apoyando a Daniel Arango Jaramillo y Alfonso Latorre.

## Muerte
A principios de 1968, Aljure asesinó a un camarero en presencia de un sargento del Ejército Nacional, lo que indicó su desprecio por la autoridad de los militares. El Ejército Nacional pasó varios meses en busca de Aljure, preparó la "Operación Bolívar", el 5 de abril de 1968, tropas de la Séptima Brigada del Ejército Nacional y la Policía Nacional atacaron la casa de Aljure en Rincón de Bolívar en San Martín (Meta). Se produjo un prolongado tiroteo que dejó a Aljure, a la esposa de Aljure y a trece guerrilleros muertos. Su cadáver fue exhibido públicamente, y fue visto por más de 1000 personas.  
Otra versión dice que Aljure fue muerto junto con 9 bandoleros y 4 soldados después de un combate con unidades del Batallón Vargas, en el área de Puerto Limón, en Granada (Meta).
Su familia, aún reclama su cuerpo, el de sus familiares y la verdad sobre su muerte. Su familia y la empresa Poligrow tienen un pleito judicial por un terreno en Mapiripán (Meta). Ofrecieron sus tierras para desplazados y excombatientes de las FARC-EP.